# Chablais

Das Wappen des Chablais

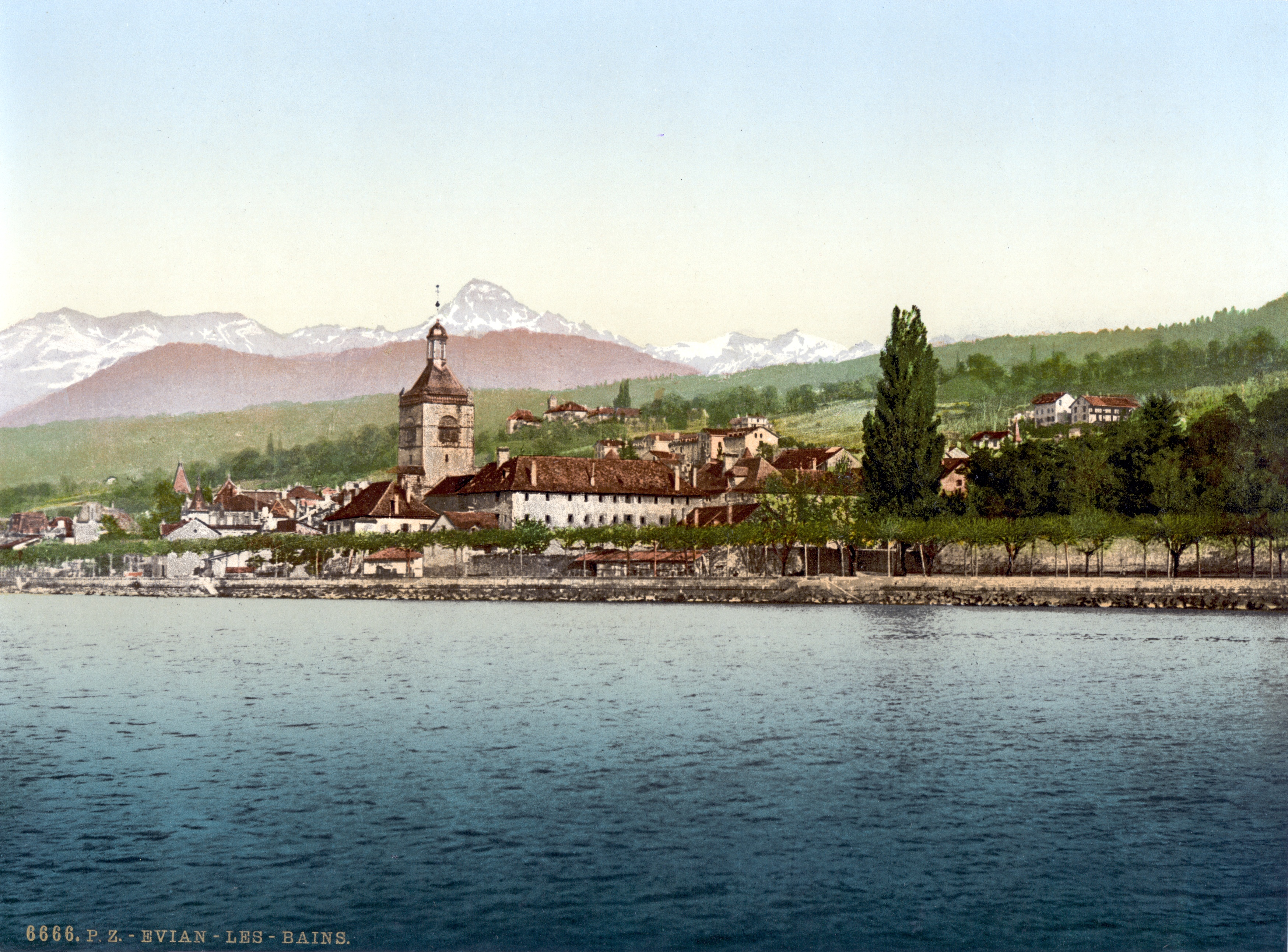
Das Kurbad Évian-les-Bains um 1900

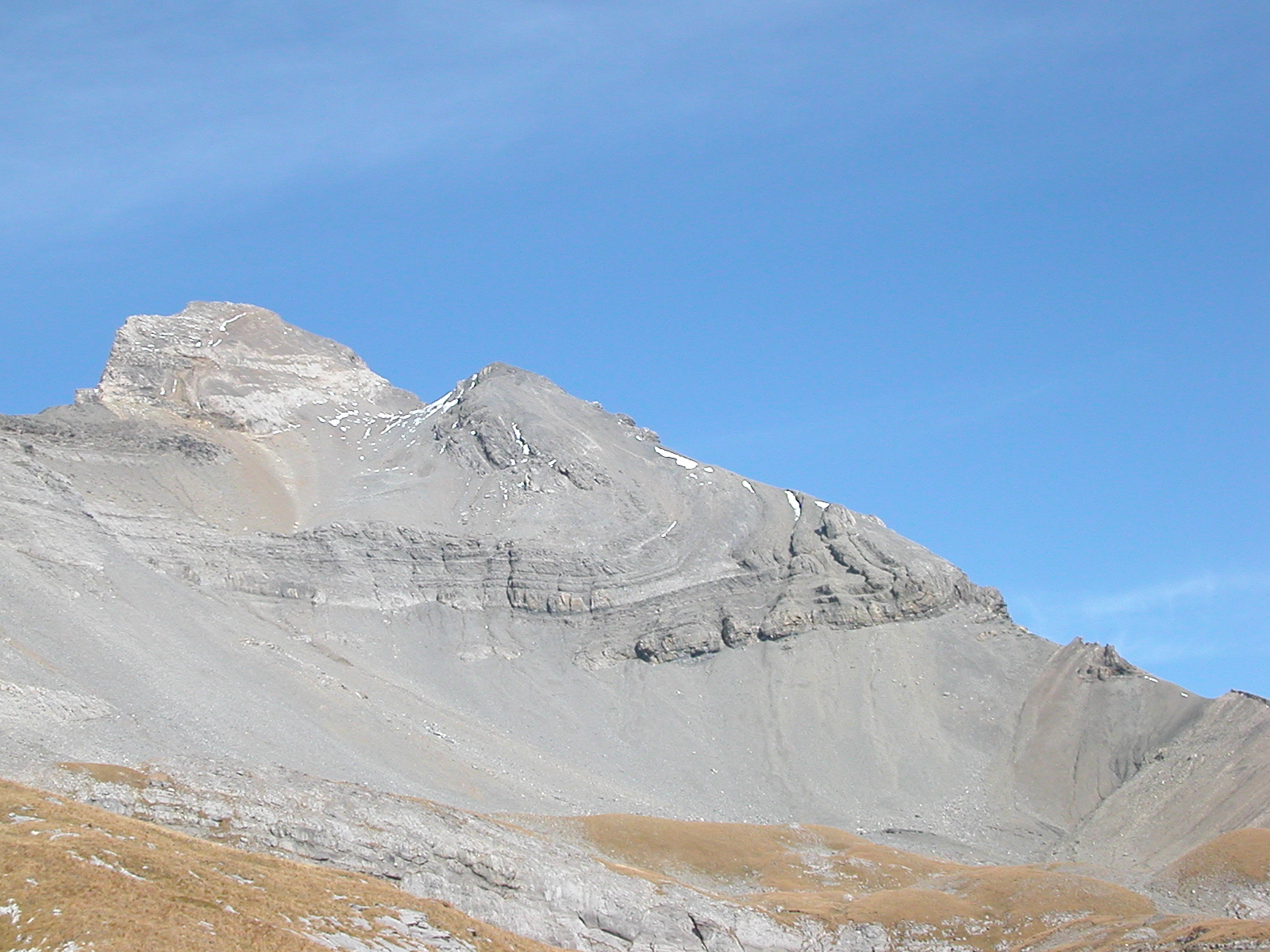
Die höchste Erhebung des Chablais, die Haute Cime der Dents du Midi

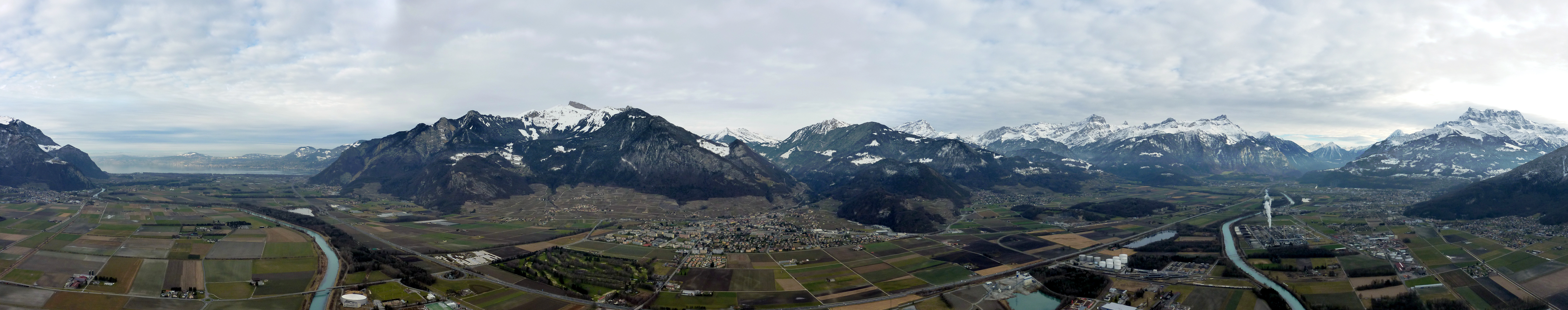
Schweizer Chablais vom Genfersee zu den Dents du Midi

Als (das) Chablais (vom lateinischen caput lacus «Haupt des [Genfer]sees»; italienisch Chiablese; in der Regel mit Artikel) wird das Gebiet südlich des Genfersees bezeichnet.
Der grössere westliche Teil – das Seeufer um die Städte Thonon-les-Bains und Évian-les-Bains sowie das Einzugsgebiet des Flusses Dranse – gehört zum französischen Département Haute-Savoie. Der von der Rhone durchflossene schweizerische Anteil setzt sich aus dem Walliser Bezirk Monthey und dem Waadtländer Bezirk Aigle zusammen.
Geographisch gehört das Chablais zu den Savoyer, Freiburger und Berner Alpen. Mit 3258 m ü. M. bildet die Haute Cime der Dents du Midi im Walliser Teil der Savoyer Alpen die höchste Erhebung.
Der französische Teil des Chablais wird seit 2012 von der UNESCO unter dem Markennamen Geopark Chablais als UNESCO Global Geopark ausgezeichnet.

## Geschichte
Die Region gehörte zu den Besitzungen der Abtei Saint-Maurice und ging 1032 an das Haus Savoyen über. In den Burgunderkriegen eroberten die Berner zunächst 1475 das Gebiet östlich der Rhone (Landvogtei Aigle) und 1536 – gemeinsam mit den Wallisern – das restliche Chablais. Mit den Verträgen von Lausanne (1564) und Thonon (1569) erhielt Savoyen den grössten Teil des Gebiets zurück, lediglich die Vogtei Monthey blieb den Wallisern erhalten. Nachdem im bernischen Teil zunächst die Reformation eingeführt worden war, wurde der Walliser Teil  durch die Predigttätigkeit des damaligen Bischofs von Annecy, des Hl. Franz von Sales, sowie der Kapuziner von 1594 bis 1598 rekatholisiert.
Während der Koalitionskriege von 1792 bis 1815 gehörte das westliche Chablais als Teil Savoyens zu Frankreich. Mit der Rückgabe an das inzwischen aus dem Herzogtum Savoyen entstandene Königreich Sardinien-Piemont wurde es zur demilitarisierten Zone erklärt. Als Savoyen 1860 endgültig an Frankreich kam, erhielt das Chablais, das in den Jahren 1859/60 im so genannten Savoyerhandel auch von der Schweiz beansprucht wurde, zudem den bis 1919 bestehenden Status einer Freizone (grande zone franche), die 3790 Quadratkilometer und damit 86 Prozent des Départements Haute-Savoie umfasste.

## Tourismus
Im Chablais liegen die Badekurorte Thonon und Évian sowie die Wintersportorte Morzine, Champéry mit dem grenzüberschreitenden Skigebiet Portes du Soleil sowie Villars-sur-Ollon, Leysin und Les Diablerets (Gemeinde Ormont-Dessus).

## Naturschutz
Das Sumpfgebiet von Les Grangettes am Genfersee im Kanton Waadt bildet ein bedeutendes Feuchtbiotop im Chablais. Teile der regionalspezifischen Flora werden im Botanischen Garten von St.-Triphon (Gemeinde Ollon) bewahrt und sind für Besucher zugänglich.

## Gewässerverschmutzung
Die Fischerei im Stockalperkanal wurde 2022  auf unbestimmte Zeit verboten, da die Fische weit über den geltenden Grenzwert hinaus mit PFAS belastet waren. Die Verseuchung des Grundwassers des Chablais ist laut Kanton auf die Verwendung von Feuerlöschschaum auf den Geländen der ehemaligen Raffinerie und des Chemiestandorts in Monthey zurückzuführen.